# Mangelia paciniana
Mangelia paciniana é uma espécie de gastrópode do gênero Mangelia, pertencente a família Mangeliidae.